# Șoludkî, Ohtîrka
Șoludkî (în ucraineană Шолудьки) este un sat în comuna Hrun din raionul Ohtîrka, regiunea Sumî, Ucraina.

## Demografie
Componența lingvistică a localității Șoludkî
     Ucraineană (98,67%)
     Rusă (1,33%)
Conform recensământului din 2001, majoritatea populației localității Șoludkî era vorbitoare de ucraineană (98,67%), existând în minoritate și vorbitori de rusă (1,33%).